# Sergey Hernández
Sergey Hernández (Kropotkin, Rusija, 17. lipnja 1995.), španjolski rukometni reprezentativac. Bio u užem krugu reprezentativaca za sudjelovanje na svjetskom prvenstvu 2019. godine. Ispao je iz završnog sastava 29. prosinca 2018. godine.